# Lac Beaumont
Le lac Beaumont est un lac situé dans le secteur de La Croche dans le nord de la ville de La Tuque, en Mauricie, au Québec, au Canada. Ce lac est situé en bordure du chemin Beaumont qui mène à la centrale Beaumont ainsi nommée en l'honneur de Robert J. Beaumont, ancien président de la Shawinigan Water and Power Company.
De forme ovale, il mesure environ 400 m par 200 m.